# Тлуми (Мазовецьке воєводство)
Тлуми (пол. Tłumy) — село в Польщі, у гміні Мщонув Жирардовського повіту Мазовецького воєводства.
Населення — 23 особи (2011).
У 1975-1998 роках село належало до Скерневицького воєводства.

## Демографія
Демографічна структура станом на 31 березня 2011 року:
|          | Загалом | Допрацездатний вік | Працездатний вік | Постпрацездатний вік |
| -------- | ------- | ------------------ | ---------------- | -------------------- |
| Чоловіки | 11      | 2                  | 7                | 2                    |
| Жінки    | 12      | 2                  | 6                | 4                    |
| Разом    | 23      | 4                  | 13               | 6                    |